# Guilty as Charged!
Guilty as Charged! è il primo album in studio del gruppo musicale statunitense heavy metal Culprit, pubblicato nel 1983 dall'etichetta discografica Shrapnel Records

| Recensione | Giudizio |
| ---------- | -------- |
| AllMusic   | [ 1 ]    |

## Il disco
L'esordio discografico della band venne pubblicato in vinile dalla Shrapnel, la casa discografica che l'anno precedente aveva già inserito la canzone Players nella compilation U.S. Metal, Vol.2.

L'album presenta delle composizioni di stampo US power metal con delle ritmiche serrate ed un cantato incisivo.
Le canzoni sono spesso sorrette da strutture particolareggiate e da ritornelli di grande effetto.
La ristampa in CD uscì nel 2000 in edizione rimasterizzata pubblicata dalla Hellion Records e contenente tre tracce bonus provenienti dal concerto tenuto dalla band occasionalmente nel 1998, una delle quali è la cover di Stone Cold Crazy dei Queen cantata dal batterista Bud Burrill.

## Tracce
1. Guilty as Charged – 5:45
2. Ice in the Back – 5:10
3. Steel to Blood – 4:28
4. I Am – 3:45
5. Ambush – 3:54
6. Tears of Repentance – 5:10
7. Same to You – 4:57
8. Fight Back – 4:06
9. Players – 5:38

Bonus tracks CD
Live at Subzero, Seattle, 1998
1. Guilty as Charged – 6:28
2. Stone Cold Crazy (cover dei Queen) – 2:31 – (cantata da Bud Burrill)
3. Fight Back – 4:37

## Formazione
- Jeff L'Heureux – voce
- Kjartan Kristoffersen – chitarra
- John DeVol – chitarra
- Scott Earl – basso
- Bud Burrill – batteria